# Diocesi di Mammilla
La diocesi di Mammilla (in latino: Dioecesis Mammillensis) è una sede soppressa e sede titolare ugualmente soppressa della Chiesa cattolica.

## Storia
Mammilla, nell'odierna Algeria, è un'antica sede episcopale della provincia romana della Mauritania Cesariense.
Sono tre i vescovi documentati di questa diocesi africana. Alla conferenza di Cartagine del 411, che vide riuniti assieme i vescovi cattolici e donatisti dell'Africa romana, presero parte il cattolico Vittore e il donatista Sereniano. Il vescovo Vittore potrebbe essere identificato con l'omonimo vescovo della Mauritania Cesariense che subì, attorno al 422, una sanzione ecclesiastica senza perdere tuttavia la dignità episcopale; non essendo specificata la sede di appartenenza, questo fatto potrebbe riferirsi anche agli omonimi vescovi di Vardimissa, Malliana, Tabaicara e Timici.
Terzo vescovo noto è Pascasio, il cui nome appare al 78º posto nella lista dei vescovi della Mauritania Cesariense convocati a Cartagine dal re vandalo Unerico nel 484; Pascasio, come tutti gli altri vescovi cattolici africani, fu condannato all'esilio.
Nel corso del XX secolo, per brevissimo tempo, Mammilla è stata una sede vescovile titolare della Chiesa cattolica.

## Cronotassi

### Vescovi residenti
- Vittore † (prima del 411 - dopo il 422 ?)
  - Sereniano † (menzionato nel 411) (vescovo donatista)
- Pascasio † (menzionato nel 484)

### Vescovi titolari
- Patrick O'Boyle † (12 ottobre 1970 - 25 novembre 1971 deceduto)
- Stephen Naidoo, C.SS.R. † (1º luglio 1974 - 2 agosto 1974 nominato vescovo titolare di Acque Flavie)[5]